# Canthon nigripennis
Canthon nigripennis är en skalbaggsart som beskrevs av Lansberge 1874. Canthon nigripennis ingår i släktet Canthon och familjen bladhorningar. Inga underarter finns listade.